# Tetramesa brevicornis
Tetramesa brevicornis är en stekelart som först beskrevs av Walker 1832.  Tetramesa brevicornis ingår i släktet Tetramesa och familjen kragglanssteklar. Arten är reproducerande i Sverige. Inga underarter finns listade i Catalogue of Life.